# ماریون‌ویل (میزوری)
ماریون‌ویل (به انگلیسی: Marionville) یک شهر در ایالات متحده آمریکا است که در شهرستان لارنس، میزوری واقع شده‌است. ماریون‌ویل ۴٫۵۶ کیلومتر مربع مساحت و ۲٬۲۲۵ نفر جمعیت دارد و ۴۱۶ متر بالاتر از سطح دریا واقع شده‌است.